# Gisèle Freund
Pour les articles homonymes, voir Freund.

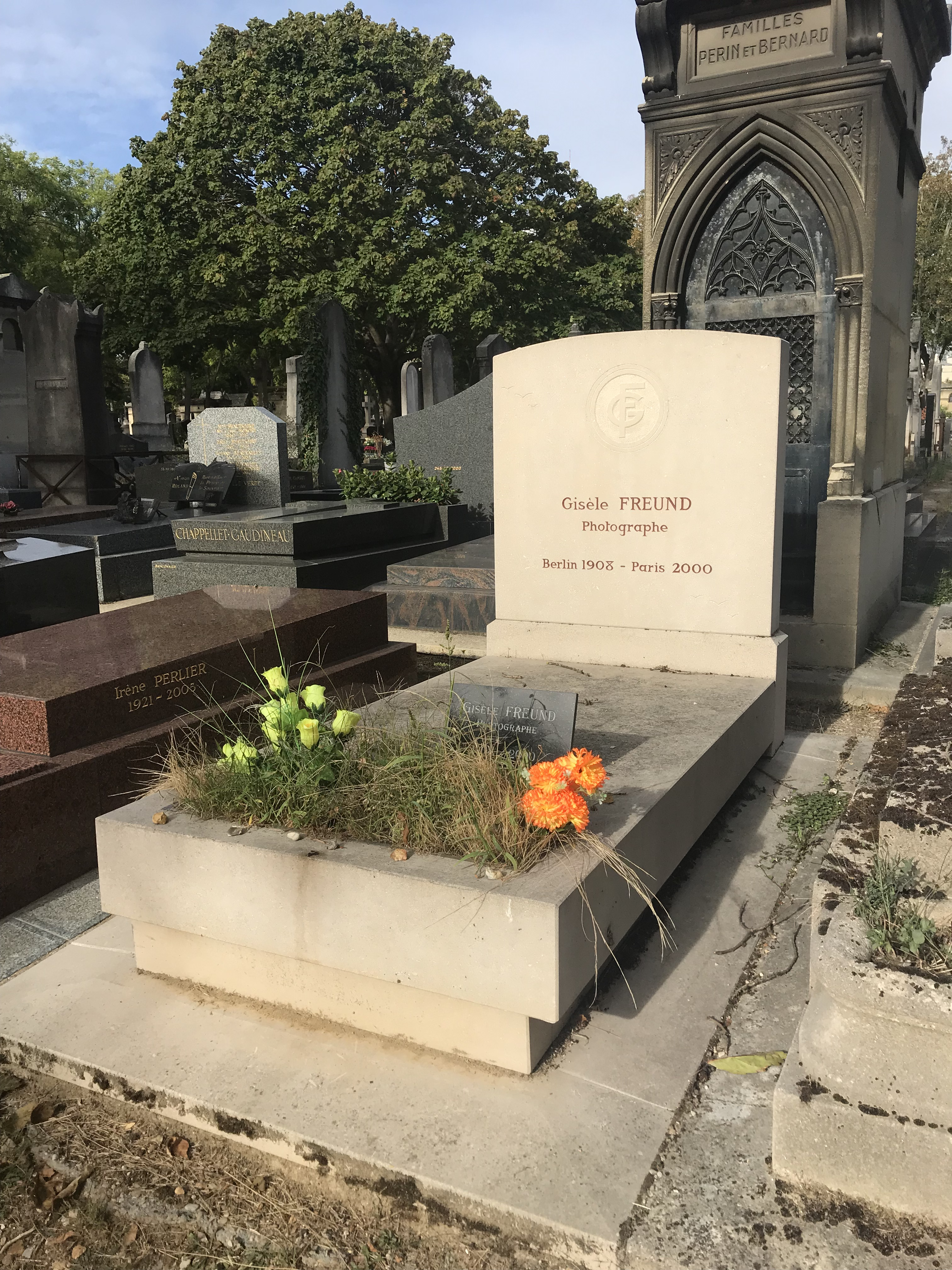
Sépulture de Gisèle Freund au cimetière du Montparnasse (div. 12) à Paris.

Gisèle Freund, née à Berlin-Schöneberg le 19 décembre 1908 et morte à Paris le 30 mars 2000, est une sociologue et photographe portraitiste française d'origine allemande.
Elle est l'une des premières à faire des portraits en couleurs dès 1938.

## Biographie
Sophie Gisela Freund naît en 1908 d'un père collectionneur, Julius Freund, qui lui fait découvrir les œuvres de Karl Blossfeldt et lui offre un appareil photographique Leica lorsqu'elle est adolescente,. Elle étudie la sociologie à Francfort avec Norbert Elias notamment, qui lui propose d'écrire sa thèse sur La Photographie en France au XIXe siècle, la toute première sur la sociologie de l'image.
D'origine juive et membre d'un groupe communiste, elle fuit en 1933, l'Allemagne nazie d'Adolf Hitler, qui met en place sa politique antisémite et autoritaire de "mise au pas", et elle achève ses études à Paris en 1936. Amie intime d'Adrienne Monnier, avec qui elle habite jusqu'à la guerre, elle côtoie de nombreux écrivains qu'elle immortalise en des portraits devenus célèbres : Virginia Woolf, James Joyce, Colette, André Malraux sur un toit dans le vent, Henri Michaux, Michel Leiris, Marguerite Yourcenar, Jean Cocteau, Sartre, Simone de Beauvoir, Samuel Beckett, Elsa Triolet. Elle prend sur le vif André Gide, Aldous Huxley et Boris Pasternak lors du premier congrès international des écrivains pour la défense de la culture en 1935. Elle devient française par un mariage blanc en 1936 (elle divorcera après la guerre). Une relation commence aussi avec Adrienne Monnier. Elle emploie dès 1938 les pellicules Agfacolor pour réaliser des portraits en couleurs avant l'heure, notamment ceux d'Henri Michaux et Susana Soca. Elle travaille aussi comme journaliste sous le pseudo de Girix.
Pendant la Seconde Guerre mondiale, elle part pour l'Argentine où l'accueille Victoria Ocampo. Elle établit des liens avec Borges, María Rosa Oliver, Bioy Casares et les membres de SUR. En 1943 elle rapporte de Patagonie et de Terre de Feu des paysages puissants. Elle rencontre également Frida Kahlo et Diego Rivera au Mexique. Elle rentre en France en 1946 et travaille à partir de 1948 pour l'agence Magnum comme photojournaliste. En 1950, elle se trouve réfugiée en Uruguay, chez Jules Supervielle et aussi Ingeborg Bayerthal, lors d'un départ forcé de l’Argentine, à la suite de la publication d'un reportage paru dans Life sur la vie de luxe menée par Eva Perón. Suspectée de communisme, elle est interdite de visa américain et est forcée en 1954 de quitter Magnum, qu'elle a rejoint en 1947 à l'invitation de Robert Capa.
En France, le ministère de la Culture lui décerne en 1980 le grand prix national des Arts pour la Photographie. Elle réalise en 1981 le portrait officiel du président François Mitterrand. En 1991, elle est honorée par une grande rétrospective de son œuvre au Centre Georges-Pompidou. Elle a légué plus de deux cents photographies de cette exposition à l'État français.
Elle  meurt à Paris en 2000. Elle est inhumée à Paris, au cimetière du Montparnasse (12e division), tout près de sa maison atelier du 12, rue Lalande.

## Œuvres
- André Malraux, 1935, 40 x 30 cm, Musée d'art de Toulon.

## Expositions

### Expositions individuelles
- 9 avril - 5 mai 1968 : Au pays des visages, trente ans d'art et de littérature à travers la caméra de Gisèle Freund : exposition-spectacle, Musée d'art moderne de la Ville de Paris[11].
- 7 mai - 5 juin 1977 : Fotografien 1932-1977 von Gisèle Freund, Rheinisches Landesmuseum, Bonn.
- mars 1981 : Gisèle Freund, Galerie municipale du Château d'eau, Toulouse.
- 12 décembre 1991 - 27 janvier 1992 : Gisèle Freund : itinéraires, Musée national d'Art moderne, Centre Georges-Pompidou, Paris[12].
- 4 septembre - 24 novembre 1996 : Gisèle Freund. Gesichter der Sprache : Schriftsteller um Adrienne Monnier Fotografien zwischen 1935 und 1940, Sprengel Museum, Hanovre.
- 7 octobre - 1er décembre 1996 : Malraux sous le regard de Gisèle Freund, Galerie nationale du Jeu de paume, Paris[13],[14].
- 8 juin - 26 septembre 2006 : Susana Soca et sa constellation vues par Gisèle Freund, Maison de l'Amérique latine, Paris[15].
- 2008 expositions pour le centenaire de sa naissance :
  - 13 janvier - 24 février 2008 : Gisèle Freund : ritratti d'autore. 1908-2008 : cento anni dalla nascita, Galleria Carla Sozzani, Milan.
  - Photojournalism and Portraiture Symposium. Tribute to Gisèle Freund on her 100th anniversary, Luxembourg[16]
  - Gisèle Freund - Wiedersehen mit Berlin 1957-196, Berlin[17].
- 14 octobre 2011 - 29 janvier 2012 : Gisèle Freund, l'oeil frontière, Fondation Pierre-Bergé - Yves-Saint-Laurent, Paris[18].
- 21 octobre 2022 - 7 janvier 2023 : Gisèle Freund, ce sud si lointain : photographies d'Amérique latine, Maison de l'Amérique latine, Paris.
- 6 novembre 2024 - 9 février 2024 ; Gisèle Freund, une écriture du regard, Pavillon Populaire, Montpellier

### Expositions collectives
- 2 mai - 9 juin 2013 : La Volonté de bonheur. Témoignages photographiques du Front populaire 1934-1938, Pavillon populaire, Montpellier ; photographies de Brassaï, Robert Capa, Henri Cartier-Bresson, Robert Doisneau, Nora Dumas, Gisèle Freund, André Kertész, François Kollar, Sam Lévin, Éli Lotar, Willy Ronis, David Seymour.

## Récompenses et distinctions
- 1977 : élue présidente de la Fédération Française des Associations des Photographes Créateurs.
- 1977 : invitée d'honneur des Rencontres de la photographie d'Arles[19].
- 1978 : prix culturel de la Société allemande de photographie.
- 1980 : Grand Prix national de la photographie.
- 1982 :  Officier de l'ordre des Arts et des Lettres
- 1983 :  Chevalier de la Légion d'honneur
- 1987 :  Officier de l'ordre national du Mérite
- 1989 : Docteur honoris causa du musée national de la photographie de l'université de Bradford[20].

## Publications
- La Photographie en France au XIXe siècle : essai de sociologie et d'esthétique., Paris, Maison des amis des livres Adrienne Monnier, 1936. Réédition : Paris, Christian Bourgois, 2011  (ISBN 978-2267022650).
- Mexique précolombien, Neuchâtel, Ides & Calendes, 1954.
- Le monde et ma caméra, Paris, Denoël Gonthier, 1970[21] ; réédition, Paris, Denoël, 2006  (ISBN 978-2207257920).
- Photographie et société, Paris, Éditions du Seuil, 1974 (ISBN 2-02-000660-X).
- Mémoires de l'œil, Paris, Seuil, 1977, 141 p.[22],[23].
- Carnets de Gisèle Freund, Paris Saint-Germain-la-Blanche-Herbe, RMN-Grand Palais IMEC, 2011 (ISBN 978-2-7118-5925-2)
- Trois jours avec Joyce, Paris, Denoël, 1983, 2006   (ISBN 978-2207257937)
- Itinéraires, Paris, Albin Michel, 1985
- Frida Kahlo par Gisèle Freund, Albin Michel, 2013 (ISBN 978-2226250551)

## Filmographie
- [vidéo] « Gisèle Freund, portrait intime d'une photographe visionnaire », Teri Wehn-Damisch, 4 juillet 2021, Arte